# Brychosoma pictipenne
Brychosoma pictipenne är en tvåvingeart som först beskrevs av Macquart 1850.  Brychosoma pictipenne ingår i släktet Brychosoma och familjen svävflugor. Inga underarter finns listade i Catalogue of Life.